# Siemens Combino Plus

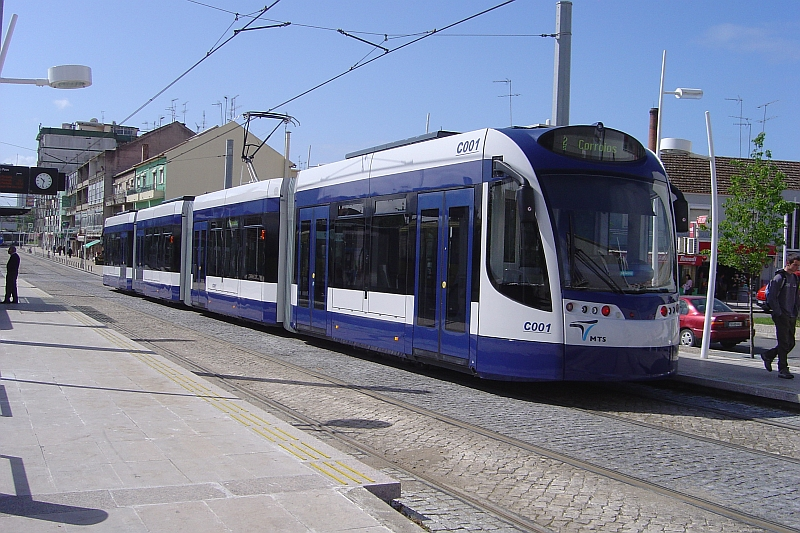
Combino Plus na ulicach portugalskiej Almady

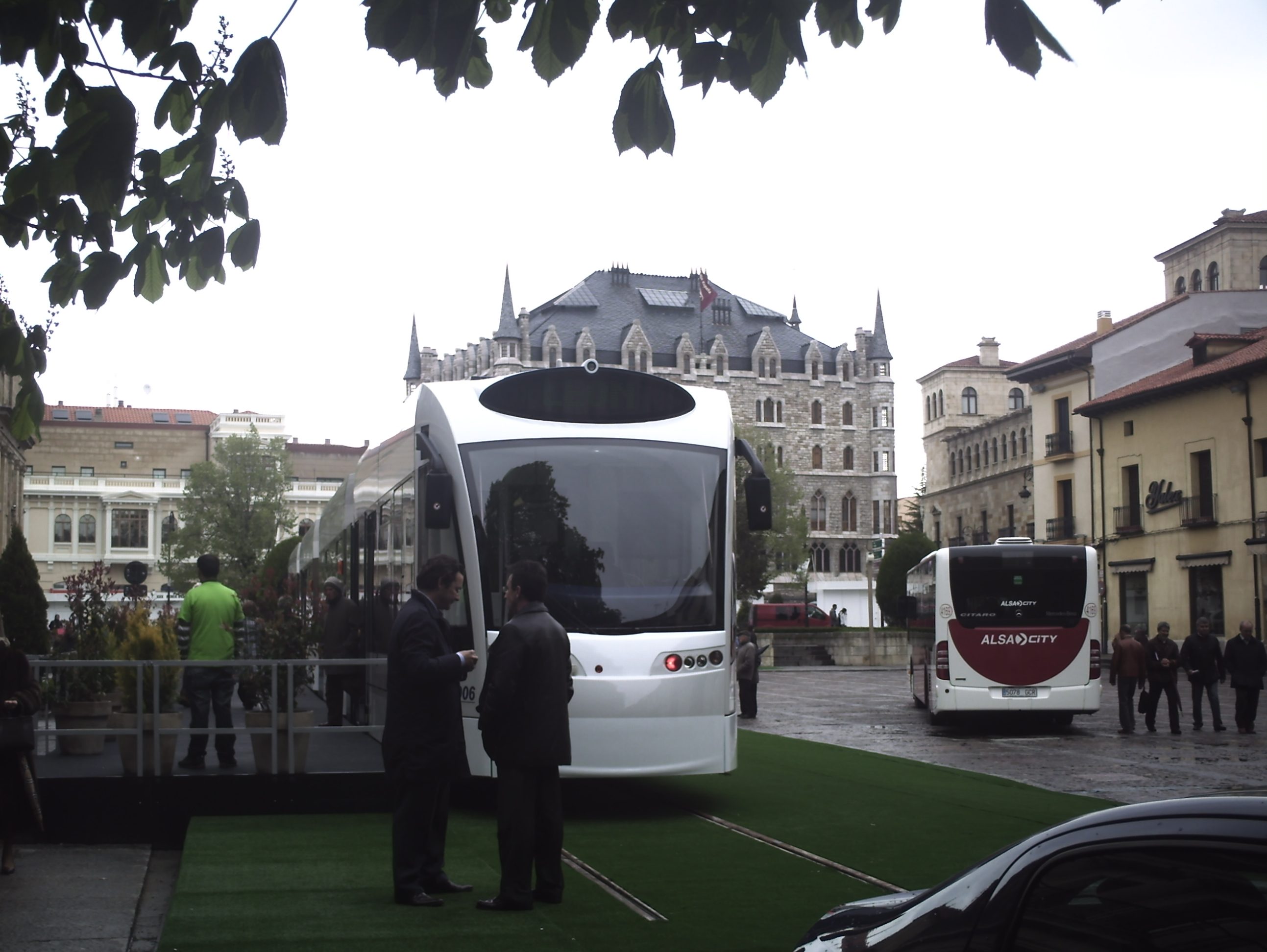
Prezentacja Siemensa Combino Plus w León, Hiszpania

Combino Plus (Combino Supra, Combino MkII) – rodzaj tramwaju niskopodłogowego,
wprowadzonego na rynek w 2006 przez firmę Siemens Mobility jako
następca modelu Combino. Druga generacja tego modelu nosi nazwę Siemens Avenio. Są one produkowane w zakładzie w Wiedniu-Simmeringu.

## Budowa
Nadwozie Combino Plus jest zespawane i zostało wykonane całkowicie ze stali. Wzmocniona konstrukcja ma za zadanie wyeliminować pojawiające się pęknięcia na mocowaniach pudła w poprzedniej wersji pojazdu. Tramwaj jest zbudowany w technice modułowej, to znaczy, że jego długość można skonfigurować w zależności od potrzeb danego przedsiębiorstwa. Najkrótsza wersja składa się z 2 członów (18 m), najdłuższa możliwa do wykonania zaś z 8 (72 m). Nie zastosowano w nim jednakże członów bez podparcia na wózku. Nieskrętny układ jezdny znajduje się pod każdym modułem. W celu zachowania odpowiednich możliwości skrętu pojazdu, wydłużono przeguby harmonijkowe.
Zasilanie pojazdu odbywa się poprzez odbiór prądu za pomocą
pantografu z napowietrznej sieci trakcyjnej. Combino Plus wyposażone są w asynchroniczne silniki o mocy 100 kW.
Zasilane są prądem przemiennym o napięciu równym 380 V. Pojazd wyposażono w hamulce sprężynowe szczękowe, tarczowe, oraz elektromagnetyczne szynowe.

## Combino Supra
Mianem Combino Supra NF12B, określono tramwaj zaprojektowany dla węgierskiego przedsiębiorstwa komunikacyjnego BKV w Budapeszcie (Budapesti Közlekedési Zrt.). Zamówienie na 40 tramwajów niskopodłogowych zostało złożone w 2003 jednak z powodu problemów niemieckiego koncernu z poprzednim modelem Combino zdecydowano się zaproponować zmianę w warunkach przetargu. Combino Supra to pojazd składający się z sześciu członów, a łączna długość wynosi aż 54 metry.  Dostawa wagonów dla węgierskiej stolicy zakończyła się 4 maja 2007. Większość z nich kursuje na liniach 4 i 6, których trasy zostały wcześniej specjalnie zmodernizowane.
Tramwaje dla Budapesztu o szerokości pudła 2,4 m dysponują łączną liczbą 352 miejsc dla pasażerów w tym 64 to miejsca siedzące.
Wszystkie wyposażone są w klimatyzacje dla kabiny motorniczego. Rozważa się montaż agregatów chłodniczych dla całej przestrzeni pasażerskiej.

## Almada, Lizbona
W 2002 przedsiębiorstwo z portugalskiej Lizbony – Metro Transportes Sul de Tejo (MST) zamówiło 24 sztuki 5 członowych tramwajów. Combino. Ze względu na wycofanie z produkcji poprzednika, podobnie jak w Budapeszcie zdecydowano się na zakup Combino Plus wykonanego całkowicie ze stali zamiast z aluminium. Dostawę zakończono w 2007 r. Pojazdy dla Lizbony mają długość 36 m, szerokość nadwozia 2,65 m i są w stanie przewieźć 232 pasażerów.

## Toronto
W celu rozpowszechnienia nowego modelu, Siemens przygotował ofertę na zakup Combino Plus dla kanadyjskiego miasta Toronto. Proponowane na rynek północnoamerykański, w tym dla Toronto, Combino S70 to pojazdy złożone z trzech członów, o łącznej długości 28 m, szerokości pudła 2,5 m. Są w stanie pomieścić 183 pasażerów.

## Siemens Avenio
Druga generacja tramwaju Combino Plus zadebiutowała w 2009 roku na wystawie UITP 2009 w Wiedniu. Pierwszymi odbiorcami tych tramwajów stały się Tel Aviv Light Rail w Tel Awiwie oraz Haga. W tym drugim przypadku chodzi o 40 tramwajów o długości 35 metrów i szerokości 2,55 metra.